# Kecskés László (jogász)
Kecskés László (Pécs, 1953. május 15. –) magyar jogtudós, egyetemi tanár, a Magyar Tudományos Akadémia rendes tagja. 2013-tól 2018-ig a Pécsi Tudományegyetem Állam- és Jogtudományi Karának dékánja.

## Életpályája
1971-ben érettségizett a pécsi Nagy Lajos Gimnáziumban. Egyetemi tanulmányait 1977-ben fejezte be „summa cum laude” minősítéssel a Pécsi Tudományegyetemen. 
1977. március 1-től dolgozik a Pécsi Tudományegyetem Állam- és Jogtudományi Karán, a Polgári Jogi Tanszéken. 1977. március 1-től 1979. március 1-ig tudományos továbbképzési ösztöndíjas gyakornok, 1979. március 1-től 1982. július 1-ig tanársegéd, 1982. július 1-től 1987. július 1-ig adjunktus. 1987. július 1-től docensként dolgozott 1990. június 1-jéig főállásban, 1990. június 1-től 1995. július 1-jéig pedig másodállásban. 1995. július 1-től egyetemi tanár a Pécsi Tudományegyetem Állam- és Jogtudományi Karának Polgári Jogi Tanszékén. 1996. március 1-től 2013. június 30-ig a Polgári Jogi Tanszék vezetője. Polgári jogot, nemzetközi magánjogot és európai jogot tanít. 1987 és 1989 között a Pécsi Jogi Kar dékánhelyettese volt. Dékánhelyettesként a Kar tudományos ügyeivel és nemzetközi kapcsolataival foglalkozott. 
1998. évi megalakulásától a JPTE Európai Tanulmányok Központja Tanácsának elnöke. 1995. évi megalakulásától az Állam-és Jogtudományi Kar Doktori Iskolájának törzstagja, 2018. március 31-től 2023. március 31-ig a kari Doktori Iskola vezetője és a Doktori Iskola tanácsának elnöke2013. július 1-jétől 2018. július 1-ig a Pécsi Tudományegyetem Állam-és Jogtudományi Karának dékánja.
Az 1989-1990-es tanévben két szemeszterben egy állami egyetemen tanított az USA-ban. Az Indiana University of Pennsylvania vendégtanára volt. Tárgyai az összehasonlító polgári jog és az összehasonlító nemzetközi magánjog voltak. Számos európai, ázsiai, dél-amerikai, valamint észak-amerikai egyetemen és nemzetközi konferencián tartott előadásokat. Két nemzetközi konferenciának volt elnöke. Az 1991. szeptember 23-26. között Moszkvában „Az átalakuló gazdaságok irányítása és strukturális átalakulása” elnevezésű ENSZ Interregionális Szeminárium választotta elnökévé, valamint elnöke volt az Európa Tanács által rendezett, 1992. október 15-16. között Budapesten megtartott második Európai Családjogi Konferenciának is.
1986. május 1-től 1988 végéig másodállásban az Igazságügyi Minisztérium Törvényelőkészítő Főosztályán dolgozott, mint főelőadó. Másodállása keretében polgári jogi jogszabályok előkészítésével foglalkozott. 
1990. június 1-jétől 1995. július 1-jéig az Igazságügyi Minisztérium helyettes államtitkára. Szakterülete a polgári jogi és gazdasági jogszabálytervezetek előkészítése, valamint az Európai Közösségekkel kapcsolatos magyar jogharmonizációs feladatok megvalósítása volt. Tagja volt, a jogi kérdések felelőseként annak a magyar kormányzati delegációnak, amely az EK-val és annak tagállamaival kötött „EK-Magyar Társulási Megállapodás” tárgyalásain 1990 decembere és 1991 decembere között Magyarországot képviselte.
Kandidátusi disszertációját „Állami immunitás és kárfelelősség” címmel 1985. november 20-án védte meg a Magyar Tudományos Akadémián. 1986-ban a Pécsi Akadémiai Bizottság „Jogalkalmazási és jogpolitikai” munkabizottságának a titkára lett. Két nemzetközi konferenciának volt elnöke. Az MTA 1994. évi közgyűlése keretében az MTA Gazdaság- és Jogtudományok Osztálya tudományos ülésszakán „A jogösszehasonlítás eredményei és a kodifikáció” címmel előadást tartott.
Habilitációs előadását 1995. február 17-én tartotta Pécsett. A Magyar Köztársaság Elnöke egyetemi tanárrá 1995. július 1-jei hatállyal nevezte ki. Az Európai Unió Bizottsága 1995. július 14-én számára „Jean Monnet professzor” címet adományozott. Az „EK jog és jogharmonizáció” című akadémiai doktori disszertációját 1995. november 12-én védte meg a Magyar Tudományos Akadémián. A Magyar Tudományos Akadémia Doktori Tanácsa 1996. január 19-én nyilvánította az állam- és jogtudomány doktorává.
A Pécsi Akadémiai Bizottság 1996. december 10-i ülése a IX. számú Gazdaság- és Jogtudományok Szakbizottsága tagjává és az Európai Integrációs Munkabizottság elnökévé választotta. 1997. március 1-jétől négyéves időtartamra Széchenyi professzori ösztöndíjat kapott.
1998 januárjában tagja lett a Magyar Kereskedelmi és Iparkamara mellett szervezett Választottbíróság elnökségének (1995 óta nemzetközi választottbíró). 2007. június 1-jétől 2017. december 31-ig a Magyar Kereskedelmi és Iparkamara mellett szervezett Választottbíróság elnöke. 2008-ban az ENSZ Nemzetközi Kereskedelmi Jogi Bizottsága, az UNCITRAL 1976. évi választottbírósági eljárási szabályzatának modernizálására, újrakodifikálására összehívott UNCITRAL konferencián a megfigyelői státuszban lévő Magyarország képviselője lett. 2009. március 1-jétől a Vienna International Arbitral Centre tanácsadó testületének tagja. A bécsi, a kijevi, a kuala lumpuri és a ljubljanai választottbíróságok listás választottbírója. 2017-ben a Magyar Választottbírói Egyesület alapító elnökévé választották. Az Európai Szerződési Jog egységesítésére irányuló Common Frame of Reference program „érdekelt vállalkozók” („stake holders”) csoportjának szakértője 2001-től.
1998-tól 2007-ig az MTA Közgyűlésének választott doktori képviselője. 2004-től 2004-ig az MTA Gazdaság- és Jogtudományok Osztályának (IX.) tanácskozási jogú tagja. 1996 novemberében az MTA Gazdaság- és Jogtudományok Osztálya (IX.) Állam- és Jogtudományi Bizottságának tagjává választották. 1999-től az MTA Gazdaság- és Jogtudományok Osztálya (IX.) Állam- és Jogtudományi Bizottságának alelnöke, 2007. október 17-től 2012. január 18-ig pedig elnöke.
A 2007. évi választási eljárás során az Académie Internationale de Droit Comparé, Párizs (Nemzetközi Összehasonlító Jogi Akadémia) levelező tagjává választották.
A Magyar Tudományos Akadémia 2013-ban levelező, 2019-ben pedig rendes tagjává választotta. Levelező tagi székfoglaló előadását „A civilisztika és a civilisztikai gondolkodás rétegei” címmel 2013. október 29-én tartotta a MTA Dísztermében. Rendes tagi székfoglaló előadására 2020. február 11-én az MTA Felolvasótermében került sor „Választottbíráskodás” címmel. 2023-ban az MTA IX. Osztálya az MTA Doktori Tanácsa póttagjává jelölte.
A Pécsi Tudományegyetem rektorától 2005-ben „Az év kiemelkedő szellemi alkotása” díjban részesült „A Polgári jog fejlődése a kontinentális Európa nagy jogrendszereiben” című könyvéért. 2014-ben a Magyar Érdemrend Tisztikeresztje kitüntetésben részesült, 2018-ban pedig, az Igazságügyi Miniszter számára Moór Gyula-díjat adományozott.
Jelenlegi kutatási területei a polgári jog, a nemzetközi magánjog és az EU jogharmonizáció módszertana, a választottbíráskodás eljárásjoga, a magyar választottbírósági joganyag fejlődése.
Egyéb tevékenységei
Kosárlabdázóként és labdarúgóként alacsonyabb szintű sportolói aktivitást követően több irányú sportvezetői tevékenységet folytatott. 1990-től 2008-ig a Pécsi Vasutas Sportkör elnökségi tagja. 1994-től 2000-ig a Matáv Pécs férfi kosárlabda szakosztályának elnöke volt. 2000-től 2006-ig a Pécsi Vasutas Sportkör férfi kosárlabda szakosztályának társelnöke volt. A Testnevelési Egyetem Társadalmi Tanácsának tagja 1995-től. A Magyar Sportmenedzser Társaság elnöke volt 1995-től 2003-ig.
1999-től 2002-ig a Bóly Zrt. Igazgatóságának elnöke.
Az MTA Vagyonkezelő Kft. felügyelő bizottságának elnöke 2015-től.
Tudományos közleményeinek száma 346, az ezekre történő hivatkozások száma 1786.

## Fontosabb publikációi
- Kecskés, László: Régimódi jogtanárként – modern dolgokról. BELÜGYI SZEMLE: A BELÜGYMINISZTÉRIUM SZAKMAI TUDOMÁNYOS FOLYÓIRATA (2010-) 70 : 11 pp. 2327-2328., 2 p. (2022) [1]

- Kecskés, László: A jogharmonizáció integráló erejének gyengülése In: Halmai, Péter (szerk.) Tagállami integrációs modellek: A gazdasági kormányzás új dimenziói az Európai Unióban. Budapest, Magyarország Ludovika Egyetemi Kiadó (2019) 275 p. pp. 209-228. , 20 p.[2]

- Kecskés, László ; Fábián, Adrián: Lectori Salutem! In: Csefkó, Ferenc (szerk.) Közjog és jogállam: Tanulmányok Kiss László professzor 65. születésnapjára. Pécs, Magyarország: PTE Állam- és Jogtudományi Kar (2016) 301 p. pp. 11-12. , 2 p. [3]

- Kecskés, László: A civilisztika és a civilisztikai gondolkodás rétegei JURA 21 : 1 pp. 34-58. , 25 p. (2015) [4]

- Bán, Dániel; Kecskés, László (Az interjút adta) Az új Ptk. bevezető rendelkezései – interjú Kecskés László professzorral (2012) [5]

- Kecskés, László: A választottbíráskodás történeti alapjai. JURA 17 : 1 pp. 50-67. , 18 p. (2011) [6]

- Kecskés, László: Beszámoló a magyar polgári jog kodifikálásának hányatott sorsáról és egy, a reményt újraébresztő tudományos ülésről. JURA 14 : 2 pp. 166-173. , 8 p. (2008) [7]

- Kecskés László: Az EU-csatlakozás magyar alkotmányjogi problémái. MAGYAR TUDOMÁNY 167 : 9 pp. 1081-1089., 9 p. (2006) [8]

- Kecskés László, Soós Tamás: Az európai sportjog néhány problémájáról. JURA 10 : 1 pp. 132-137. , 6 p. (2004)[9]

- Kecskés, László: A jogalkotásért és a jogharmonizációért való állami kárfelelősség összekapcsolása. JURA 7 : 1 pp. 66-77. , 12 p. (2001)[10]

- Arbitration. Inaugural lecture held on the 11th of February 2020 in honor of induction as a full member of the Hungarian Academy of Scienses – First part. In: Burai-Kovács, János (szerk.) A kereskedelmi választottbíróság évkönyve 2021-2022. Budapest, Magyarország: ORAC Kiadó Kft. (2022) 680 p. pp. 229-253., 25 p.

- Some Ethical Problems of Arbitration. FORUM: ACTA JURIDICA ET POLITICA 11: 3 pp. 211-218., 8 p. (2021)

- Kecskés László: EU-jog és jogharmonizáció – Alapok: Ötödik kiadás. Budapest, Magyarország: HVG-ORAC (2020), 1,120 p.

- Választottbíráskodás – A 2020. február 11-én megtartott MTA rendes tagi székfoglaló előadás. EURÓPAI JOG: AZ EURÓPAI JOGAKADÉMIA FOLYÓIRATA 20: 3 pp. 1-33., 33 p. (2020)

- Mégegyszer Maine-ről és státus elméletéről. In: Homicskó, Árpád Olivér; Szuchy, Róbert (szerk.) Studia in honorem Péter Miskolczi-Bodnár 60. Budapest, Magyarország: Károli Gáspár Református Egyetem, Állam- és Jogtudományi Kar (2017) 619 p. pp. 277-282., 6 p.

- Arbitration proceedings. In: Sándor, István (szerk.) Business Law in Hungary Budapest, Magyarország: Patrocinium Kiadó (2016) 774 p. pp. 659-692., 34 p.

- A civilisztika és a civilisztikai gondolkodás rétegei. Budapest, Magyarország: Magyar Tudományos Akadémia (MTA) (2014), 67 p.

- A polgári jog fejlődése a kontinentális Európa nagy jogrendszereiben. Budapest, Magyarország: HVG-ORAC (2013), 547 p.

- Polgári jogi fejlődés az angol és a skót jogban. Budapest, Magyarország: HVG-ORAC (2012), 388 p.

- Could lawful conduct violate public policy?: False domestic interpretation in Hungary should be corrected with reference to the jurisprudence of the European Court of Justice. In: Burián, László – Tomislav, Boric; Brigitta, Lurger; Peter, Schwarzenegger; Ulfried, Terlitza (szerk.) Öffnung und Wandel Die internationale Dimension des Rechts II.: Festschrift für Willibald Posch zum 65. Geburtstag, Wien, Ausztria: LexisNexis, (2011) pp. 301-313., 13 p.

- A polgári jog fejlődése a kontinentális Európa nagy jogrendszereiben. Budapest, Magyarország: HVG-ORAC (2009), 545 p.

- The Development of Hungarian Arbitration Law. In: Hrovje, Sikiric (szerk.) Croation Arbitration Yearbook Zagreb, Horvátország: Croatian Chamber of Economy, Croatian Arbitration Association, (2008) pp. 205-227., 23 p.

- Developement of Subsidiarity Principle from Maastricht via Amsterdam to Rome pp. 31-57., 27 p. (2003) in: Európai füzetek különszám, Európai alkotmány – európai jövőkép, főszerkesztő: Forgács Imre, Budapest, 2003,

- Die Veränderung der Grundprinzipien des ungarischen Zivilrechts. In: Hamza, Gábor; Kajtár, István; Pókecz, Kovács Attila; Zlinszky, János (szerk.) Iura antiqua – iura moderna: Festschrift für Ferenc Benedek zum 75. Geburtstag Pécs, Magyarország: PTE Állam- és Jogtudományi Kar (2001) 295 p. pp. 141-159., 19 p.

- A post-Francovich jelenség kialakulása. EURÓPAI JOG: AZ EURÓPAI JOGAKADÉMIA FOLYÓIRATA 2 pp. 3-11., 9 p. (2001)

- Magyar polgári jog általános rész II. A személyek joga. Budapest, Magyarország, Pécs, Magyarország: Dialóg Campus Kiadó (1999), 263 p.

- A jogösszehasonlítás eredményei és a kodifikáció. JOGTUDOMÁNYI KÖZLÖNY 50: 3 pp. 157-167., 11 p. (1995)

- Civilisztikánk "ma" In: Magyar Jogászgyűlés: Magyar Jogász Egylet Budapest, (1992) pp. 128-132., 5 p.

- Approaching Reprivatization in Hungary. In: Kecskés, László (szerk.) Reprivatization in Central & Eastern Europe: Country Privatization Reports & Specific Implementation Issues. Central & Eastern European Privatization Network – Economic Development Institute of the World Bank. Ljubljana, Szlovénia: Central and Eastern European Privatization Network (1992) 1 p. pp. 41-46., 6 p.

- Kecskés László (szerk.): Reprivatization in Central & Eastern Europe: Country Privatization Reports & Specific Implementation Issues. Central & Eastern European Privatization Network – Economic Development Institute of the World Bank. Ljubljana, Szlovénia: Central and Eastern European Privatization Network (1992), 1 p.

- State immunity and liability for damages. ACTA JURIDICA ACADEMIAE SCIENTIARUM HUNGARICAE: A MAGYAR TUDOMÁNYOS AKADÉMIA JOGTUDOMÁNYI KÖZLEMÉNYEI 32: 1-2 pp. 91-127., 37 p. (1990)

- Produzentenhaftung. Ungarn. In: H J, Kullmann; B., Pfister (szerk.) Produzentenhaftung Berlin, Németország: Erich Schmidt Verlag, (1988) pp. 5400-1-5400-21.

- Perelhető-e az állam? Budapest, Magyarország: Közgazdasági és Jogi Kiadó (KJK) (1988), 340 p.

- Die Anwendung des ausländischen Rechts und das Internationales Privatrecht. ACTA JURIDICA ACADEMIAE SCIENTIARUM HUNGARICAE: A MAGYAR TUDOMÁNYOS AKADÉMIA JOGTUDOMÁNYI KÖZLEMÉNYEI 29: 1-2 pp. 231-236., 24 p. (1987)

- Eltűnt-e az állam jogi személyisége a szovjet polgári jogi elméletében? JOGTUDOMÁNYI KÖZLÖNY 40: 5 pp. 262-272., 11 p. (1985)

- Comments on the status pp. 115-136., 22 p. (1981) Acta Iuridica Academiae Scientiarum Hungaricae. Tomus XXIII. (1981) Fasciculi 1-2,

- Nem vagyoni sérelmek szerződésszegési jogalapon. JOGTUDOMÁNYI KÖZLÖNY 35 pp. 16-26., 11 p. (1980)

- Vázlatok a "státus"-ról. JOGTUDOMÁNYI KÖZLÖNY 34: 7 pp. 425-435., 11 p. (1979)

- A szerződéstől elálló fél restitutios és kártérítési kötelezettségének megítélése. JOGTUDOMÁNYI KÖZLÖNY 33: 11 pp. 684-690., 7 p. (1978)